# لودویگ رلشتاب
لودویگ رِلْشْتاب (به آلمانی: Ludwig Rellstab) (زادهٔ ۱۳ آوریل ۱۷۹۹ – درگذشتهٔ ۲۷ نوامبر ۱۸۶۰) شاعر، منتقد موسیقی، روزنامه‌نگار، نویسنده، و نوازندهٔ پیانو اهل آلمان بود.
او فرزند ناشر موسیقی و آهنگساز، یوهان کارل فریدریش رلشتاب بود.

## رلشتاب و نام‌گذاری سونات مهتاب بتهوون
لودویگ رلشتاب به واسطهٔ این‌که نام سونات مهتاب را برای سونات شماره ۱۴ پیانو اثر لودویگ فان بتهوون برگزیده، در دنیای موسیقی نیز معروف است.
رلشتاب در سال ۱۸۳۲، یعنی پنج سال بعد از درگذشتِ بتهوون، این نام را به سوناتِ بسیار معروفِ او داد. رلشتاب در سال ۱۸۳۶ این‌گونه نوشته‌است: «این سونات برای بتهوون، یادآورِ دریاچهٔ لوسرن در سوئد بود که نور ماه در آن منعکس می‌شده‌است؛ و این تنها دلیلِ من برای نام‌گذاری این عنوان بر روی سونات شماره ۱۴ پیانو بتهوون است.»

## رلشتاب و سرنادِ شوبرت
هفت ترانهٔ آغازینِ سِرِنادِ فرانتس شوبرت، آهنگساز بزرگ اتریشی، سرودهٔ لودویگ رلشتاب است. شاعر در سال ۱۸۲۵ این ترانه‌ها را نزدِ بتهوون گذاشت و آنتون شیندلر، دستیارِ بتهوون، آنها را به شوبرت سپرد. سِرِنادِ شوبرت در سال ۱۸۲۸ (سالِ مرگِ آهنگساز) انتشار یافت.
فرانتس لیست نیز بر اساس ترانه‌های رلشتاب موسیقی ساخته‌است.